# Komsomolsk nad Amurem
Komsomolsk nad Amurem (ros. Комсомольск-на-Амуре) – miasto w Rosji, w Kraju Chabarowskim.
Port rzeczny na lewym brzegu Amuru, przy ujściu Silinki. Duża stacja kolejowa na linii Wołoczajewka – Sowiecka Gawań, na 356 km od Chabarowska. Drugie, pod względem liczby mieszkańców, miasto Kraju Chabarowskiego: 244 tys. mieszkańców.

## Historia
Na miejscu wioski istniejącej od 1860 r. (o nazwie Piermskoje, ze względu na to, że pierwsi osadnicy pochodzili z guberni permskiej) i liczącej w 1932 r. 300 osób, w latach 1932–1933 zostało założone miasto, oficjalnie przez komsomolców – stąd nazwa, a praktycznie wzniesione przez łagierników. Stało się dużym ośrodkiem przemysłowym rosyjskiego Dalekiego Wschodu.

## Gospodarka
Rozwinięty przemysł lotniczy, stoczniowy, metalurgiczny, odzieżowy, maszynowy, drzewny i naftowy. Zakład przetwórstwa ropy naftowej działa dzięki surowcom dostarczanym z Sachalinu. W mieście znajduje się w szczególności stocznia Amurskij Sudostroitielnyj Zawod (dawna nr 199), produkująca okręty i statki oraz Komsomolskie Zjednoczenie Przemysłu Lotniczego (KnAAPO), produkujące samoloty Suchoja. W mieście istnieje uczelnia medyczna i politechniczna. W Komsomolsku działa sieć tramwajowa.

## Religia
Komsomolsk nad Amurem jest siedzibą eparchii amurskiej Rosyjskiego Kościoła Prawosławnego. W mieście funkcjonuje katedralny sobór św. Eliasza, drugi Kazańskiej Ikony Matki Bożej oraz cerkwie Zaśnięcia Matki Bożej i cmentarna Zmartwychwstania Pańskiego.

## Galeria

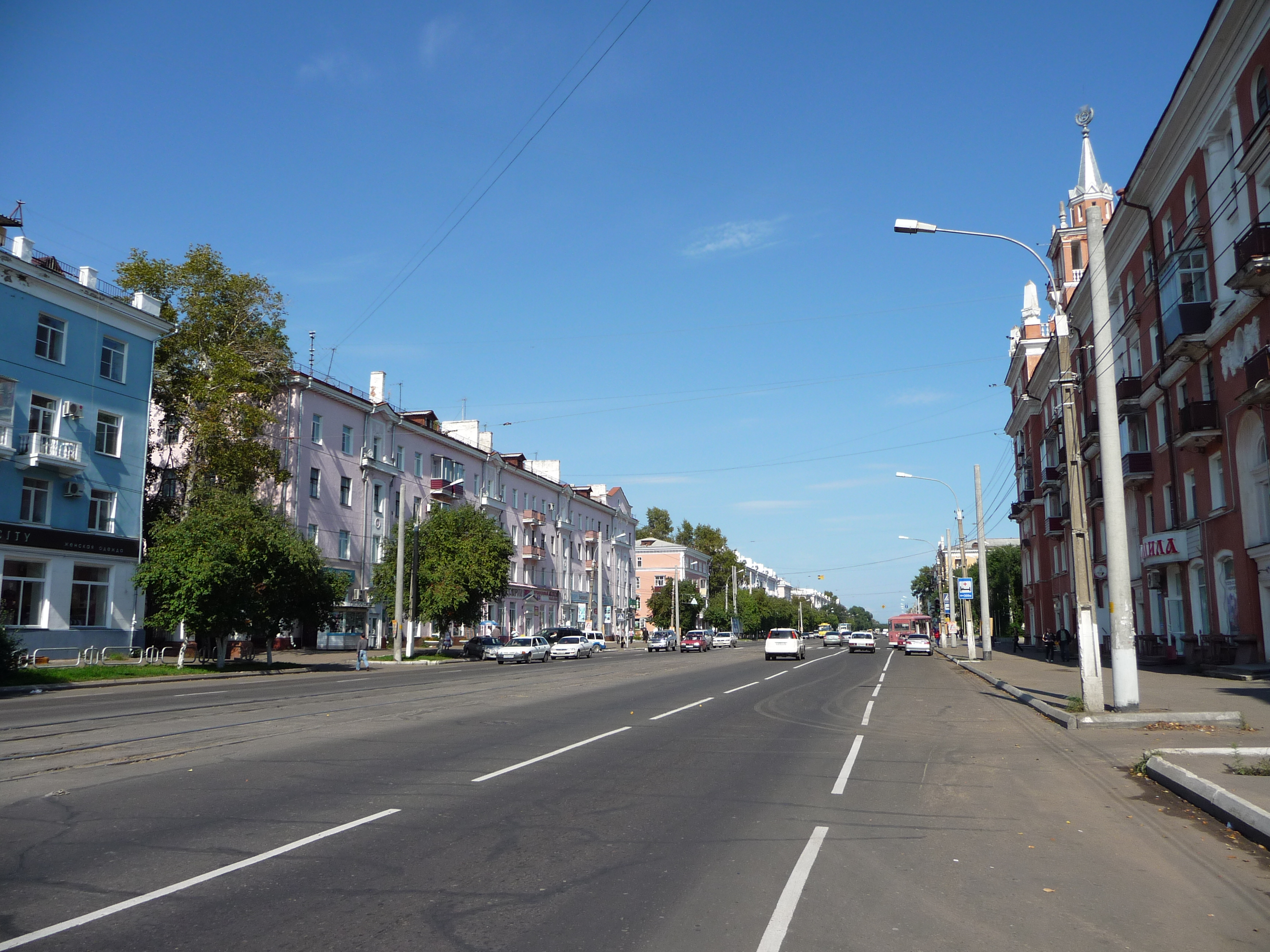
Prospekt Lenina
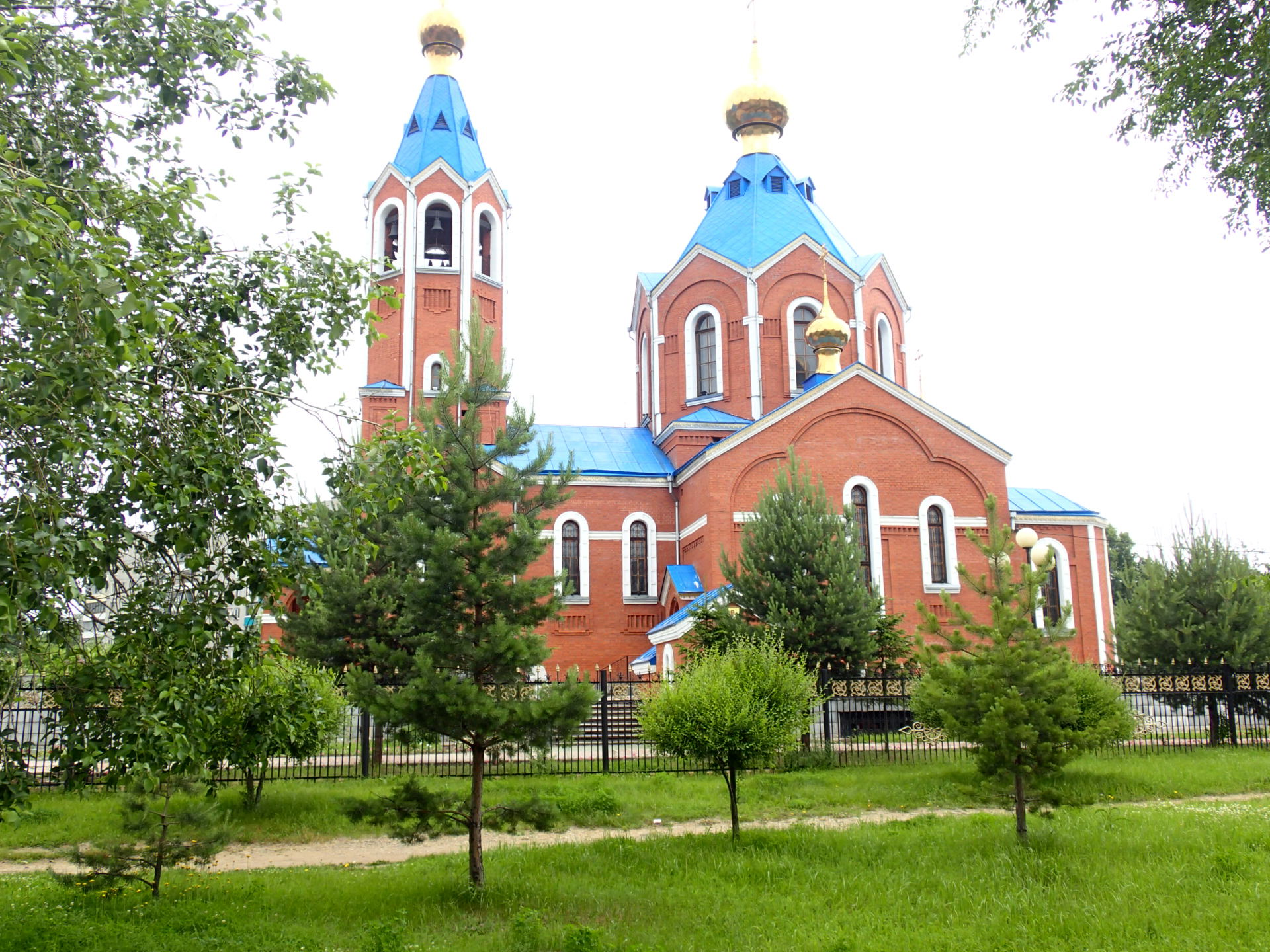
Sobór Kazańskiej Ikony Matki Bożej
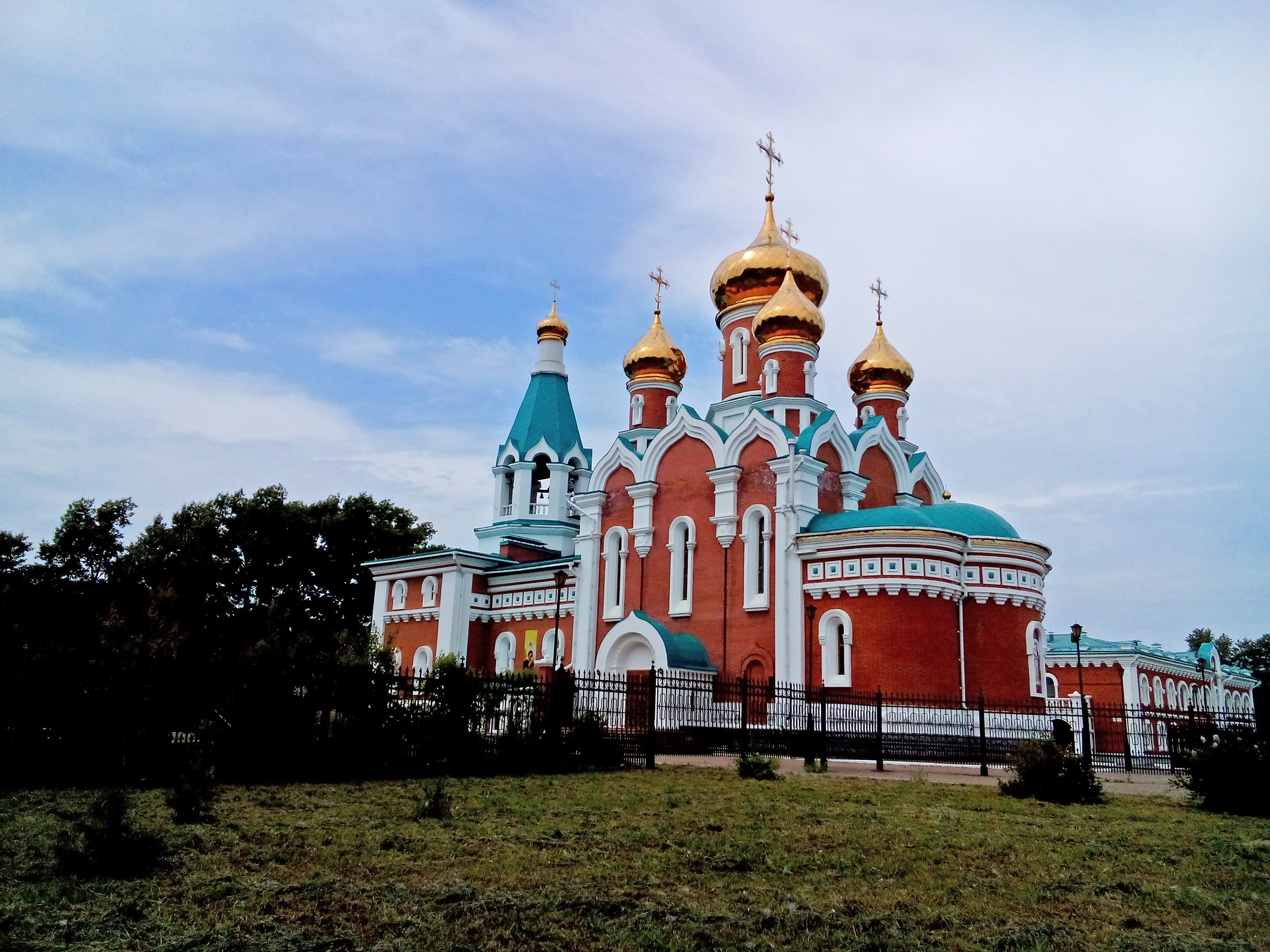
Sobór św. Proroka Eliasza
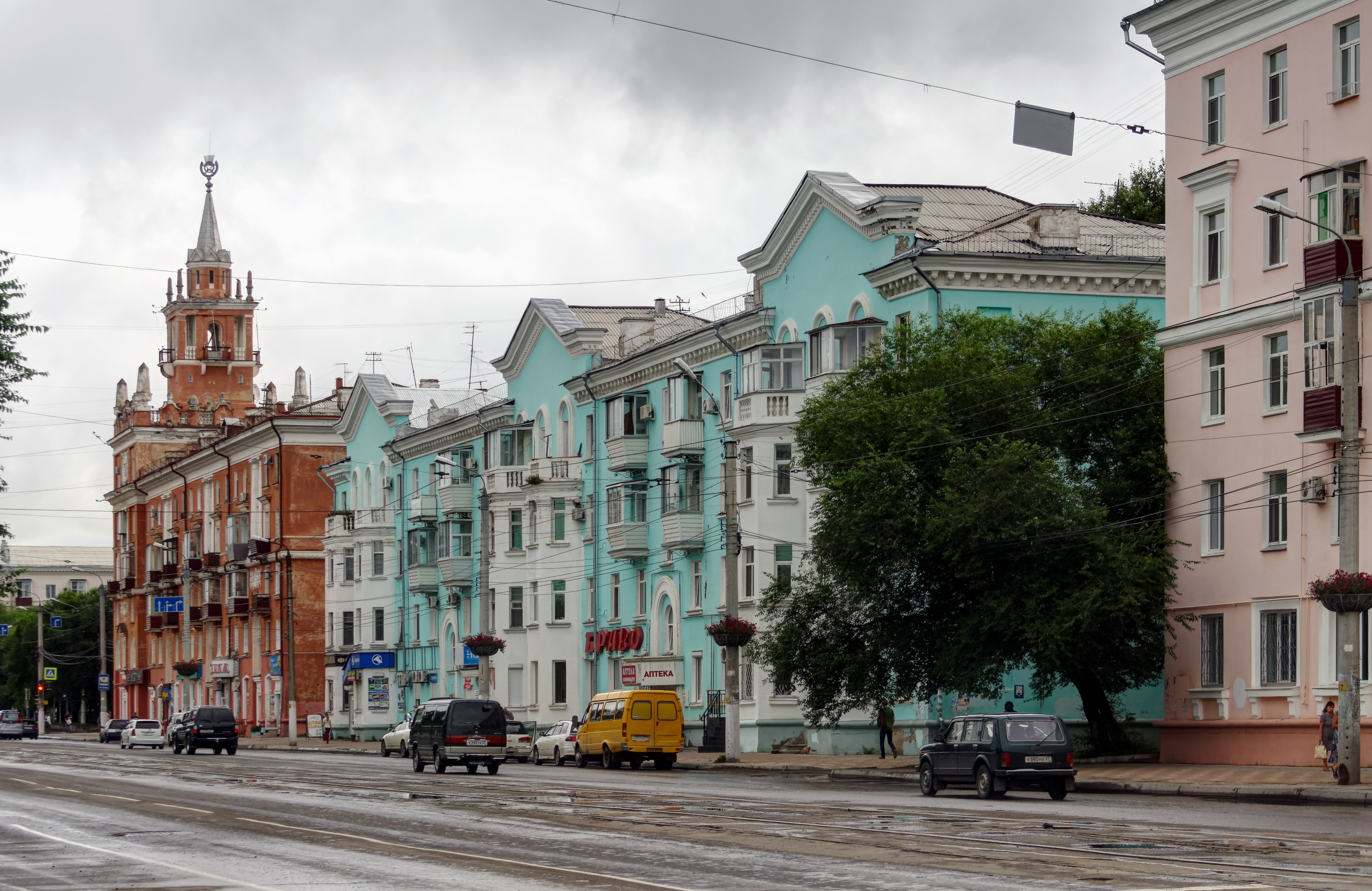
Zabytkowe kamienice
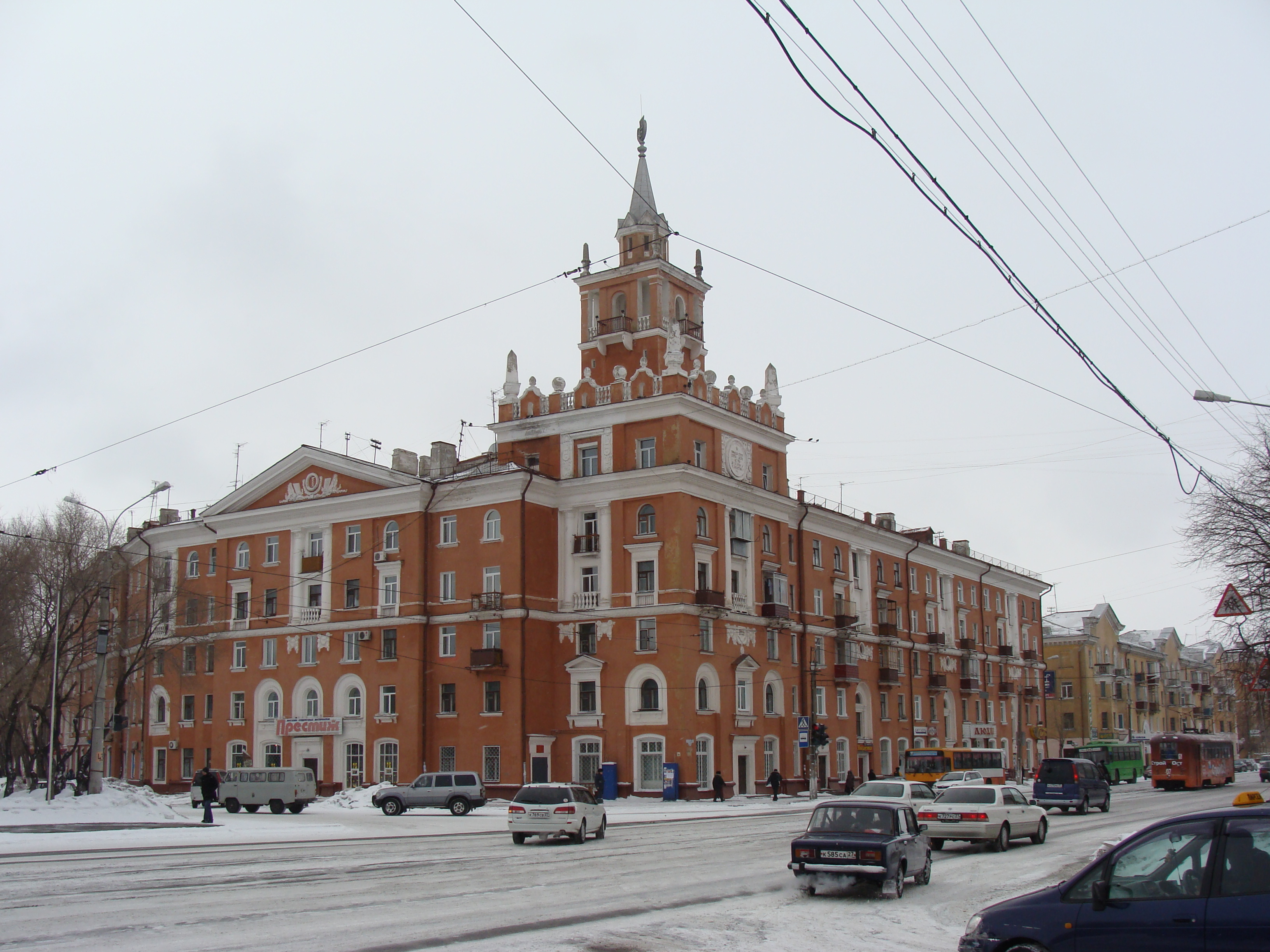
Dom z iglicą

## Miasta partnerskie
- Jiamusi, Chińska Republika Ludowa
- Kamo, Japonia

## Wojsko
W mieście stacjonuje dowództwo i sztab 7 Samodzielnej Brygady Kolejowej